# پریلپتسی
پریلپتسی (به بلغاری: Prileptsi) یک منطقهٔ مسکونی در بلغارستان است که در شهرستان کاردژالی واقع شده‌است.